# Cyrano angustior
Cyrano angustior – gatunek ważki z rodziny Chlorocyphidae. Endemit Filipin.